# Edward Noel (1er comte de Gainsborough)
Edward Noel, 1er comte de Gainsborough (1641 - janvier 1689) est un pair britannique et membre de la Chambre des lords.

## Jeunesse
Edward Noel est né en 1641. Il est le fils de Baptiste Noel (3e vicomte Campden).
Il représente Rutland à la Chambre des communes d'Angleterre de 1661 à 1679. Il est nommé lieutenant adjoint de Rutland en mars 1670. En 1676, il est nommé Lord Lieutenant du Hampshire en février et gardien de la New Forest en mars.
Nommé colonel de la milice du Hampshire en 1678, il est brièvement chevalier du comté de Hampshire en 1679. Le 3 février 1681, il est créé baron Noel et entre à la Chambre des lords, où il est nommé Custos Rotulorum du Hampshire. En 1682, il reçoit plusieurs postes locaux dans le Hampshire: gouverneur de Portsmouth, agent de police du château de Portchester et lieutenant de South Bere Forest. En octobre, il succède à son père en tant que vicomte Campden et lord lieutenant et Custos Rotulorum de Rutland. À la fin de l'année, il est créé comte de Gainsborough le 1er décembre 1682.
Entre décembre 1687 et janvier 1688, lors de la purge de Jacques II, il est démis de ses fonctions dans le Hampshire au profit du duc de Berwick, bien qu'il soit nommé capitaine régiment royal de la Reine en 1687. Henry Mordaunt (2e comte de Peterborough) le remplace également comme Lord-lieutenant du Rutland à ce moment-là.
Le 25 mars 1688, il est renommé directeur et gardien de la New Forest et du parc de Lyndhurst.

## Famille
Par son premier mariage avec Elizabeth Wriothesley, fille de Thomas Wriothesley (4e comte de Southampton), il a cinq enfants :
- Wriothesley Noel (2e comte de Gainsborough) (décédé en 1690) ;
- Frances Noel (décédée en 1684), mariée à Simon Digby (4e baron Digby) ;
- Jane Noel, mariée à William Digby (5e baron Digby) ;
- Elizabeth Noel, mariée à Richard Norton ;
- Juliana Noel, morte célibataire.

Il n'a pas de descendants par son second mariage avec Mary, veuve de Robert Worsley (3e baronnet) et fille de James Herbert. Il meurt en janvier 1689 et son fils Wriothesley Baptist Noel, 2e comte de Gainsborough, lui succède.